# Logarithmisch-periodische Antenne

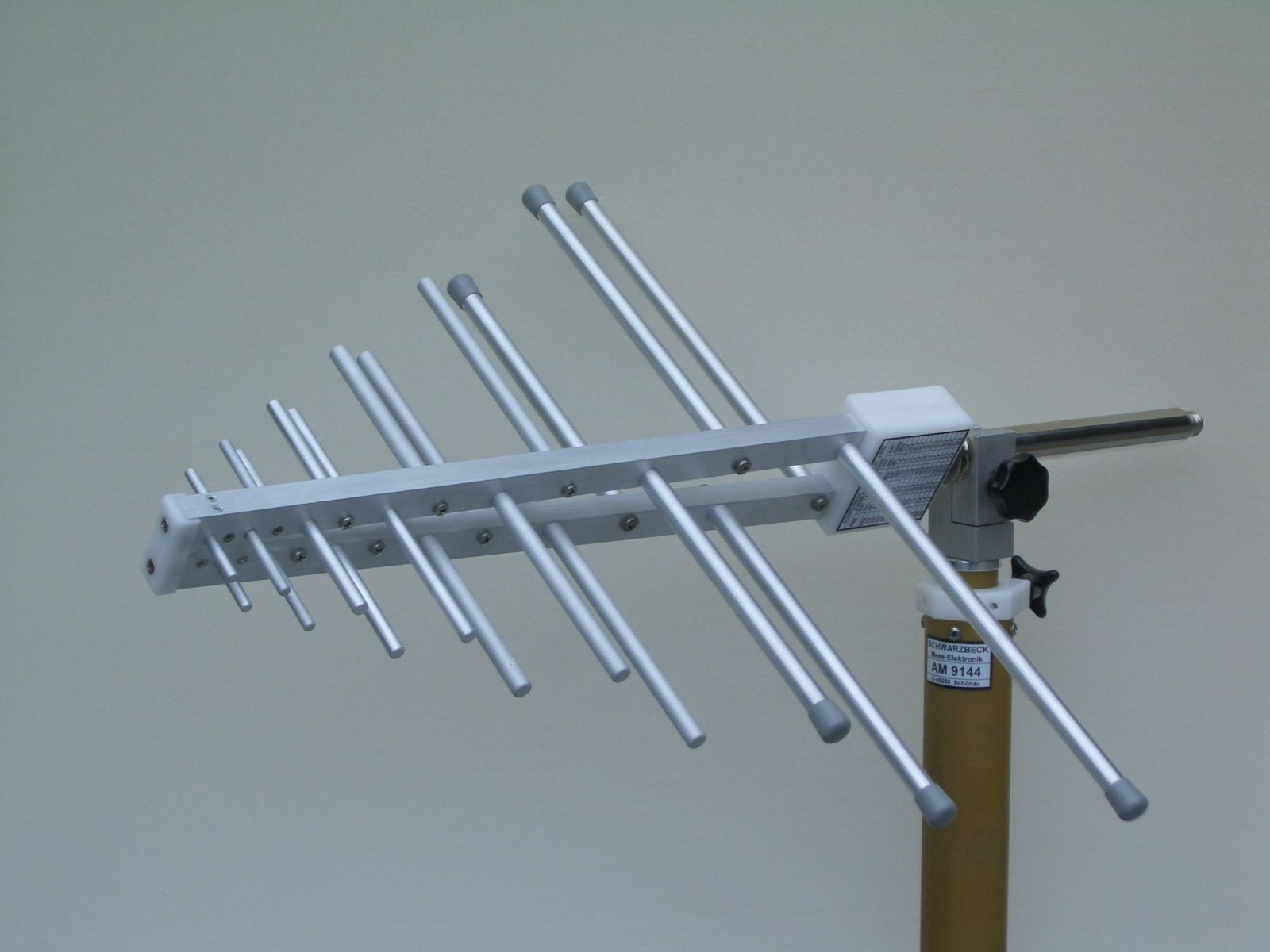
Elektrische logarithmisch-periodische Antenne für 250 MHz bis 2,4 GHz

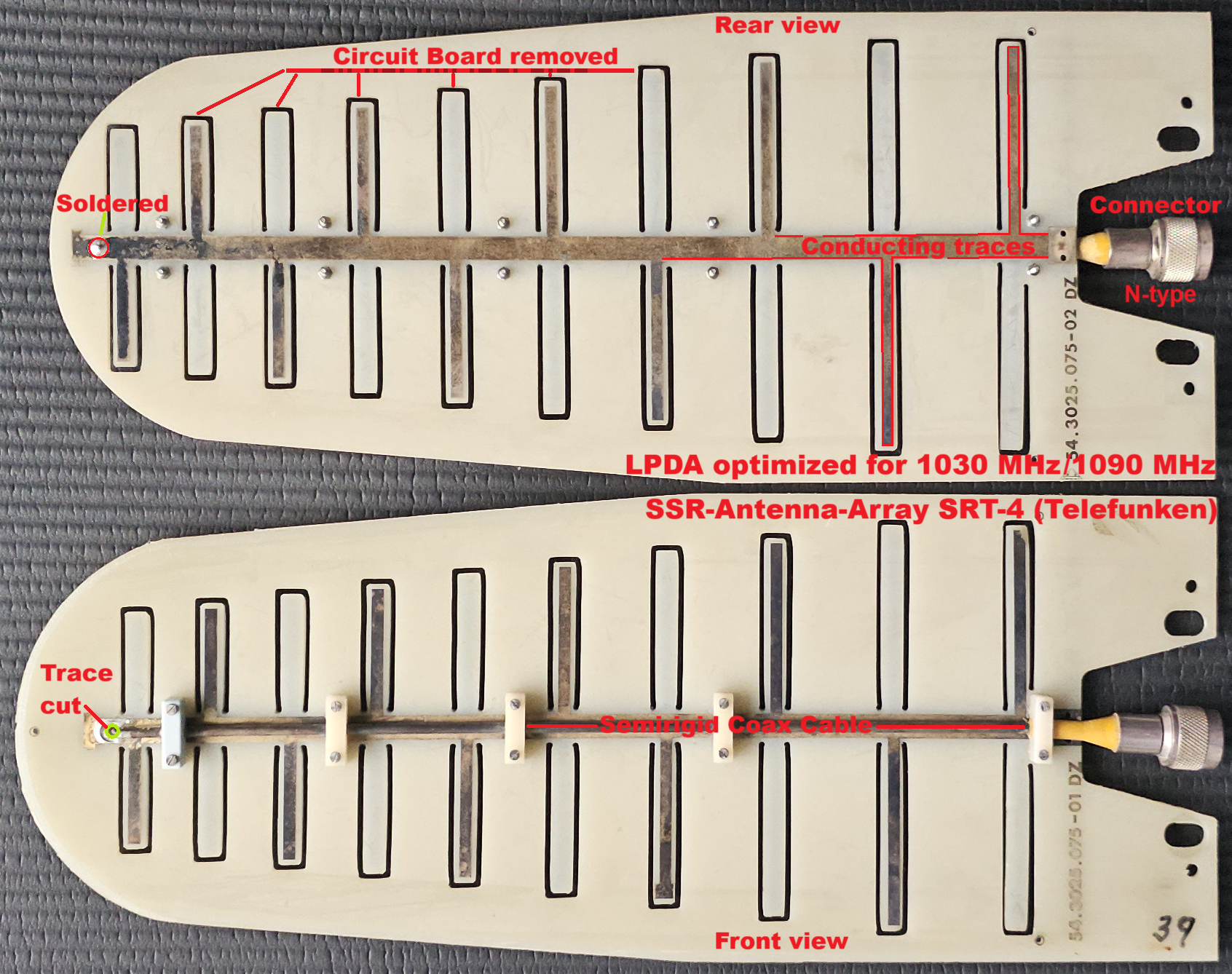
LPDA-Antennen-Elemente eines SSR-Antennen-Array, die für die Nutzung von 1030 MHz / 1090 MHz von einem SSR-Interrogator SRT-4 (Telefunken) optimiert waren. Sie bestehen aus doppelseitigen, mit Kupfer kaschierten Leiterplatte (en. Printed Circuit Board, PCB)

Logarithmisch-periodische Antennen (abgekürzt logper Antennen), oder logarithmisch-periodische Antennen Arrays (abgekürzt log-periodic Array) sind relativ breitbandige Antennen Arrays und können sowohl als elektrische log-periodic Arrays, als auch als magnetische log-periodic Arrays, gebaut werden.
Breitbandige elektrische und magnetische logarithmisch-periodische Antennenstrukturen wurden ab 1957 von mehreren Autoren beschrieben und zum Teil auch patentiert.
Ferner können Log-periodic Arrays sowohl für horizontale oder vertikale Antennen-Polarisation ausgelegt werden, oder für gleichzeitige Nutzung von horizontaler und vertikaler Antennen-Polarisation auch aus 2 gekreuzten log-periodic Arrays bestehen.
Log-periodic Arrays haben folgende Vorteile:
- Es sind relativ große Bandbreiten von bis zu 30:1 möglich.[5]
- Es sind omnidirektionale Strahlungsdiagramme realisierbar, z. B. logarithmische Spiralantennen, oder
- Strahlungsdiagramme mit Richtwirkung realisierbar, z. B. bei mit einem Gewinn um ca. 7 dB im Main-Beam (dt. Hauptkeule) und Halbwertsbreiten (−3 dB Breite) des Antennendiagramms von bis zu ca. 60° in der E- und ca. 120° in der H-Ebene.[5]

Schmälere Antennenkeulen sind durch Optimierung einzelner Parameter oder andere Bauformen möglich.
Bekannt sind vor allem log-periodic Arrays in der Form von elektrischen logarithmisch-periodische Dipolantennen (LPDA), die aus einer variierenden Anzahl von Dipolantennen bestehen, deren Länge und Abstand zur Strahlungsrichtung mit einer Winkelfunktion abnehmen.
Elektrische log-periodic Arrays können auch für schmalbandige Anwendung und kleinere Öffnungswinkel der Antennenkeule optimiert werden, z. B. für den Betrieb auf 1030 MHz/1090 MHz. Die in Antennen-Arrays eines Sekundärradar-Interrogators, z. B. SRT-4 von Telefunken, verwendeten LPDA-Antennenelemente bestanden aus einer doppelseitigen, mit Kupfer kaschierten Leiterplatte (en. Printed Circuit Board, PCB, s. Bild). Auf einer Länge von 288 mm wurden 10 Dipolelemente verwendet, wobei der kürzeste Dipol eine Länge von 72 mm und der längste Dipol eine Länge von 130 mm Länge besitzt. Die beiden Hälften der LPDA-Struktur waren auf der Ober und Unterseite der Teflon-Leiterplatte heraus-geätzt worden. Die Leiterplatte wurde um die einzelnen Dipol-Elemente zusätzlich ausgefräst, mit dem Ziel für Sekundärradar-Interrogatoren zu nutzen, die Spitzen-Senderausgangsleistungen (engl. Peak Envelope Power, PEP) von bis zu 5000 Watt haben. Messungen ergaben eine Halbwertsbreite bei −3 dB Abfall des Gewinns 48° in der E- und ca. 79° in der H-Ebene, bei einem Freiraum-Gewinn von 7,4 dBi bei theoretisch 8,19 dBi.
Eine weitere Sonderform stellt der Vorschlag zu einem vertikal polarisierten log-periodic Monopole Array für 4 MHz bis 20 MHz dar, bei dem die eine Hälfte des Arrays senkrecht auf dem Erdboden oder einer leitenden Fläche aufgebaut wird, während die zweite Hälfte horizontal abgeknickt wird, um die Antennenhöhe zu halbieren.

## Aufbau und Funktion
Elektrische log-periodic Arrays

Schematischer Aufbau einer elektrischen logarithmisch-periodischen Antenne

LPDA können aus Drähten, festen Stäben als auch in Form von Leiterbahnen auf einer Platine aufgebaut werden, die über eine alle Elemente verbindende Leitung erregt werden. Die speisende Leitung kann aus einer Streifenleitung, einer Bandleitung oder aus den Stützträgern bestehen: Hierbei sind in Längsrichtung der Antenne an zwei parallelen Trägern (sogenannten booms) in bestimmten Abständen wechselseitig Dipol-Elemente angebracht. LPDAs bestehen somit aus einer räumlichen Abfolge von gestreckten Dipolen, die mit einer elektrisch leitfähigen Verbindung zwischen jedem gestreckten Dipol gekreuzt sind, um die Dipole gegenphasig zu erregen. Die Dipole sind durch die elektrischen und magnetischen Wechselfelder, im Nahfeld, gekoppelt, wodurch eine wesentlich höhere Bandbreite erreicht wird.
Wesentliches Kriterium für die Dimensionierung der logarithmisch-periodischen Antenne sind zwei Geometrieparameter:
1. Der räumliche Abstand der einzelnen Dipole, welcher eine logarithmische Funktion darstellt und Namensgeber dieser Antennenbauform ist. Dieser Abstand nimmt zur Spitze der Antenne ab.
2. Die Länge der einzelnen Dipolelemente. Die Länge nimmt zur Spitze hin ebenfalls ab, was bei breitbandigen Antennen in Aufsicht auf die Kontur der Antenne eine Dreiecksform ergibt.

Der Speisepunkt der LPDA befindet sich an der Spitze der Antenne bei dem kleinsten Element. An diesem Punkt haben alle Dipole nahezu die gleiche Impedanz für die gesamte Frequenz-Bandbreite der Antenne. Die auf der erregenden Leitung zurücklaufende Hochfrequenzwelle findet die passenden in Resonanz befindlichen Dipole und wird vorrangig dort abgestrahlt. Durch die davor befindlichen zu kurzen Elemente wird die Welle nur unwesentlich beeinflusst. LPDA weisen über einen großen Frequenzbereich hinweg einen gleichmäßigen Antennengewinn und auch eine gute Impedanzanpassung auf. Auch ohne parasitäre Elemente, die als Reflektoren oder Direktoren dienen, erreichen LPDA ein hohes Vor-Rück-Verhältnis (VRV). Teilweise werden zusätzliche Reflektoren verwendet, um das VRV bei niedrigen Frequenzen zu verbessern. Vorgesetzte Direktoren verbessern den Antennengewinn bei hohen Frequenzen.
Durch unterschiedliche Steigung des Elementeabstands und der -länge lassen sich sowohl extrem breitbandige LPDA mit geringerem Gewinn als auch weniger breitbandige LPDA mit höherem Gewinn herstellen. Der Antennengewinn hängt zudem von der Anzahl der Dipolelemente ab. Er beträgt in etwa 6 dB bis 10 dB.

## Anwendungen
Anwendungen liegen bei der Breitbandkommunikation, als Fernseh-Empfangsantennen, da entsprechende Antennen sowohl im Ultrakurzwellen- (VHF) als auch im Dezimeterwellen-Bereich (UHF) arbeiten können, bei Messungen zur elektromagnetischen Verträglichkeit (EMV) in Prüflabors, bei militärischer und ziviler Funkkommunikation wie Amateurfunk sowie als mobile Anwendung an Peilgeräten zum Orten von Funkstörungen.
Eine leicht abgewandelte Version der logarithmisch-periodischen Antenne findet man auch in der Veranstaltungstechnik. Für Funkmikrofone und in umgekehrter Richtung für drahtloses In-Ear-Monitoring werden sie verwendet, da durch die Richtwirkung (ca. 100°) das Signal verstärkt wird. Deswegen heißt die Antenne in der VA-Technik auch Richtantenne oder Paddelantenne.